# Baures
Els baures són un poble amerindi de Bolívia, localitzats al departament de Beni, a la província d'Iténez principalment al municipi de Baures, és el major productor de cacau on es conté la famosa xocolata, Baures en general es considera com la capital del Xocolata silvestre de Bolívia. Aquí s'obtenen els majors cultius de la xocolata de Cacau del País per a ser exportats a tots els països del món

## Història
Els jesuïtesencapçalats pel pare Cipriano Barace, els van contactar, al voltant de 1690, després de la fundació de les reduccions de Moxos. Les parcialitats van ser reduïdes en nou missions: Purísima de la Inmaculada Concepción de Baures, El Carmen (Beni), San Joaquín (Beni), San Juan, Santa María Magdalena, San Miguel, San Nicolás, Santa Rosa i San Simón, a partir d'algunes de les quals, avui es formen els centres regionals com El Carmen (Beni), Magdalena i Baures i les altres reduccions van desaparèixer. La fundació del poble Baure, va fracassar en els primers intents i va ser establert definitivament el 8 de desembre de 1708, pel pare Lorenzo Legarda, comissionat pel pare superior Lorenzo Orellana. Dia, que festegen tots els anys, la festa patronal de Baures.
Els missioners van seguir els mateixos patrons usuals, va ser adoptat l'ús d'una sola llengua per a facilitar el treball missioner evangèlic i administratiu. Aquesta va ser apresa tant pel missioner com per tots els habitants del lloc. A part d'ella, els baures van conservar la seva pròpia llengua, per a la seva comunicació. Les missions van prosperar. Els jesuïtes van introduir el bestiar boví, abans desconegut en la zona; van ordenar, en funció del millorament, la criança d'animals domèstics, el cultiu agrícola; els van ensenyar música i escriptura. Van canviar l'estructura del poble, van construir una plaça central, al voltant de la qual es va situar l'església i van dividir els habitants en barris, segons l'ofici, com a teixidors, pintors, músics.
Va començar la producció de diferents tipus de tèxtils, de cotó silvestre, que es trobava en la zona, després de la seva espècie conreada, que va arribar fins a tal perfecció que la van exportar a Europa. També van portar productes agrícoles com a sucre, arròs, cacau i cera a les grans ciutats de Bolívia. A més, van desarmar als indígenes, predicant la fe cristiana per a impedir d'aquesta manera les contínues guerres entre si.
Segons les poques dades que queden sobre els baures, era una dels pobles indígenes amb major creixement en les reduccions; en 1740 van arribar fins a setze mil persones. Aquest número va ser aconseguit aproximadament només pels itonames a Magdalena. El treball que dona més detallada descripció d'aquesta època és el del pare Francisco Eder (publicat en 1770), un jesuïta hongarès que passo 15 anys en la reducció de Sant Martí, que estava situada en la confluència dels rius Sant Simón i Sant Martí; entre 1720-30. El seu treball és gairebé l'única dada sobre els Baure que, malgrat ser una dels grups més importants de la regió, van quedar marginats en les descripcions i informes. Encara que en elsiglo XVIII, els baures encara comptaven amb una nombrosa població, aquesta va ser delmada, després de l'expulsió dels jesuïtes.
Les florents reduccions, van desaparèixer entre els anys 1920 i 1940, a causa de les malalties tropicals, que van tenir un fecund brou de cultiu en la zona i al mal maneig econòmic i humà per part dels nous capellans. Molts dels Baure, van preferir reprendre la seva llibertat en els boscos, per a evitar l'excessiva càrrega i càstigs dels seus “líders espirituals”. Els continus atacs dels portuguesos també van significar una amenaça per a les reduccions que no tenien armes. Això últim va ser la raó per al trasllat de la missió Sant Joaquim pel Cacic Gabriel Ojeari, en 1788 al seu lloc actual, la ribera del riu Machupo.
En 1796, va ser fundada la missió El Carmen, on es van ajuntar tres diferents pobles indígenes, els baure, chapacura i guarayos. Va ser utilitzat un assentament que va existir des de diversos segles abans. El primer assentament, anomenat Carmen de Guarayos, ja va existir en 1786, segons documentació colonial i se situava en la ribera del riu Blanco a Chapacura. Estava compost per dues ètnies, els Guarayo i els Chapacura. Cinc anys més tard, en 1791, es va traslladar al rierol Chiquiguani, on avui encara es veuen les ruïnes; després al rierol Mariquiri. En 1801, es van traslladar al seu lloc actual, a la vora del riu Blanco, ja en convivència amb els baures. Aquest procés va portar a la divisió geogràfica del poble indígena en tres grups, baures, Joaquinians i Carmelitans, que amb el temps es van convertir en grups separats ètnicament, Avui dia es considera baures i Carmelitans com a poble, mentre els joaquinians formen un poble independent.
En el segle xix, la reducció del número dels habitants Baure va seguir el seu rumb i Alcides D’Orbigny va anotar, ja són només cinc mil d'ells.
La població que es va autoreconèixer com baure en el cens bolivià de 2001 va ser de 475 persones. Aquest número va augmentar a 3.328 en el cens de 2012.

## Sistema agrícola
Els baures havien desenvolupat un sistema agrícola a la regió, amb la construcció de llomes artificials i camellones que va ser abandonat, pel que sembla, abans de l'arribada dels jesuïtes "els qui van trobar una ocupació espacial que tenia com a centre les illes de bosc, on existien rases en forma de circuits, protegint els seus poblats d'animals i atacs sorprenents." (Paz, 1997).

## LaFebre del cautxú
El segle xx, va portar grans canvis al poble indígena, pel auge de la goma. Baures es va omplir d'emigrants de Santa Cruz de la Sierra i estrangers (francesos, anglesos, alemanys i grecs), atrets per la gran riquesa de l' “or negre”. Baures es va reavivar econòmicament com a centre de proveïdor de queviures i tèxtils per als centres siringals. Encara que molta gent va migrar per a l'extracció de goma a la zona del llac Gloria, que era un dels majors siringales, l'equilibri va ser mantingut pels altres migrants, que aprofitaven les possibilitats de comerç. L'activitat principal va ser l'agricultura i la producció de diferents articles tèxtils, com a roba, hamaques, etc. S'importava tabac, carn de porc, llard i chicha de blat de moro a totes parts de la província d'Iténez, fins a Guayaramerín. Baures es va convertir en un dels centres industrials més grans de la regió. Va comptar amb una impremta pròpia, en la qual s'editaven dos periòdics (El Porvenir i El Marconi). Va arribar a ser la capital del Beni per sis mesos, sota l'administració de Carmelo López, Prefecte de la regió.
Aquesta riquesa, va desaparèixer, a partir dels anys cinquanta i Baures va entrar en una lenta decadència. La majoria de la seva gent, mai va retornar dels siringales del Llac Gloria, eliminats per les malalties, que van convertir a la zona en l'avui anomenat “Cementiri Baure”. Uns altres van migrar en cerca de treball i vida més prospera, No hi havia més impremta ni periòdics. Va decaure l'agricultura per falta de mercat. Una epidèmia de verola i el sanatori de leprosos a l'illa Tané, van contribuir a la migració de la població. Amb la Reforma Agrària del 53 la família Moreno, que eren originalment amos de gran part de la zona, des del Carmen fins a Bella Vista, van perdre les seves hisendes, que van caure en mans d'una nova família, els Brucker, com es mantenen fins avui. L'activitat que va començar a guanyar més espai va ser la ramaderia extensiva. Des dels anys 70 va començar una lenta recuperació econòmica i humana a Baures.